# Cianuro

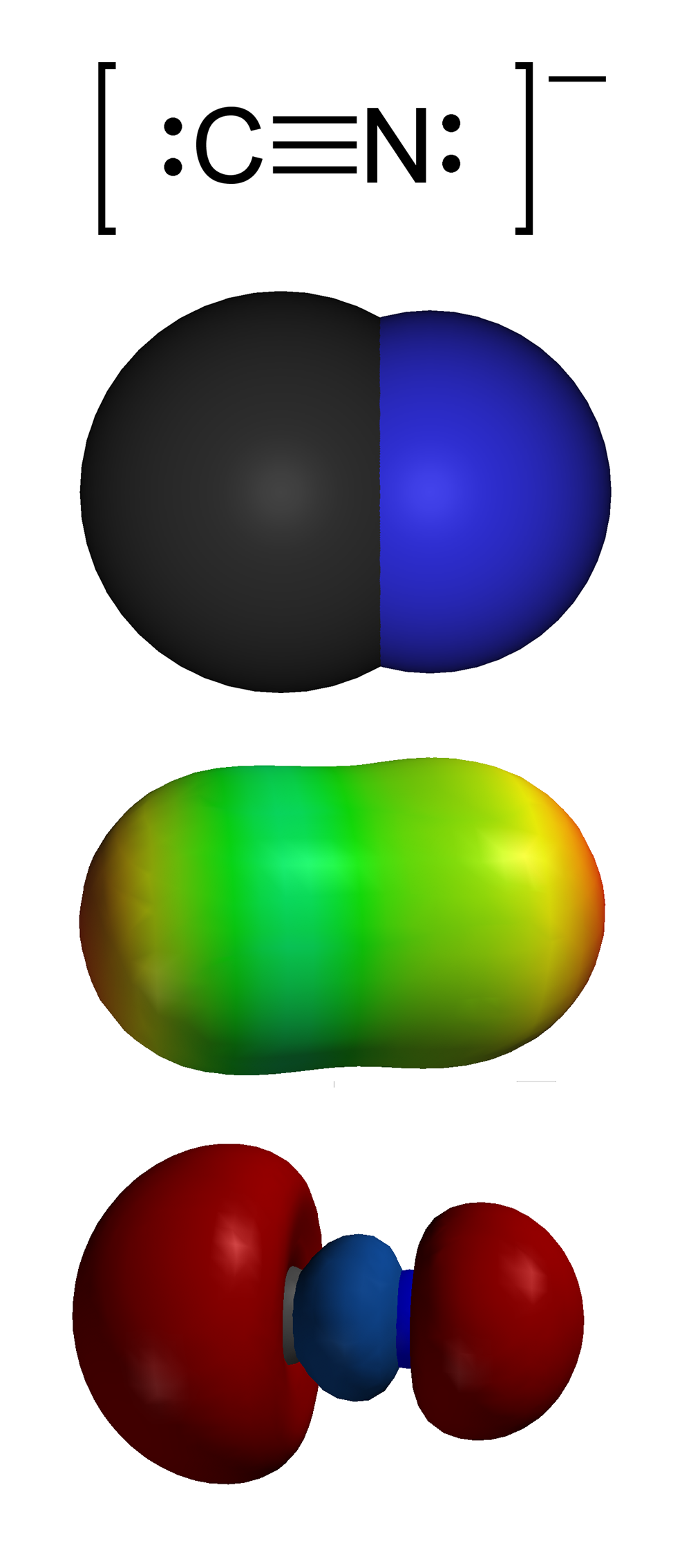
Cianuro (1. Formula chimica; 2. Modello a calotta; 3. Potenziale elettrico; 4. HOMO/LUMO)

Lo ione cianuro è un anione molecolare avente formula chimica (–):C≡N:. Questo ione è presente nei sali ionici dell'acido cianidrico HCN, come ad esempio nel cianuro di potassio KCN, e come anione generato dalla dissociazione (protolisi) dell'acido cianidrico in soluzione acquosa.
Esso è precisamente isoelettronico con la molecola di azoto :N≡N:, con quella del monossido di carbonio (–):C≡O:(+) e con lo ione nitrosonio :N≡O:(+) ed è localmente isoelettronico anche con gli isonitrili (–):C≡N(+)–R (le cariche formali sono indicate in parentesi). Entrambi gli atomi sono ibridati sp, come nelle altre specie menzionate. L'atomo di carbonio, formalmente negativo, è legato ad uno di azoto con un legame triplo, costituito da un legame σ e due legami π uguali tra loro, ma formati su piani perpendicolari. Le due coppie elettroniche solitarie, su C e su N, sono sugli orbitali sp di ciascun atomo. Il legame C≡N è corto e forte (r0 = 116 pm, D0 = 887 kJ/mol). Il radicale ·C≡N, o gruppo ciano, ha un'alta energia di ionizzazione, 13,598 eV, valore praticamente uguale a quello dell'atomo di idrogeno (·H, 13,59844 eV) ma maggiore di quello di cloro (·Cl,12,968 eV) e alogeni sottostanti. La sua affinità elettronica, che ammonta a 3,862 eV, è maggiore di quella di ogni alogeno (F, 3,401 eV; Cl, 3,613 eV). La sua elettronegatività di gruppo è stata valutata a 3,32, intermedia tra F e Cl. Queste caratteristiche hanno fatto considerare questo gruppo CN come uno pseudo atomo, uno pseudoalogeno, e quindi lo ione CN- uno pseudoalogenuro. Questa analogia non si basa solo sui valori dei parametri visti sopra, ma anche sulla similitudine di certe reazioni caratteristiche di questo ione. Alcune rilevanti sono elencate nella sezione seguente.

## Reazioni
Come avviene per gli alogeni, il radicale CN può formare una sua 'molecola', (CN)2, il cianogeno; oppure, prendendo un elettrone (da metalli attivi) può formare il corrispondente ione negativo, il cianuro; può legarsi ad un atomo di idrogeno dando un 'idracido', l'acido cianidrico e quindi formare tutti i suoi svariati sali.  Con gli alogeni forma composti analoghi agli interalogeni, cioè le 'molecole miste’ F-CN, Cl-CN, Br-CN e I-CN, e ancora con altri pseudoalogeni, quali N3-CN. Alcune reazioni caratteristiche sono le seguenti (X è qui un alogeno come Cl, Br, o I):
X2 + H2O → X - + XO -
(CN)2 + H2O → CN - + CNO -
disproporzione in acqua della molecola di (pseudo)alogeno. In questa reazione si viene a formare lo ione cianato, che è un altro pseudoalogenuro.
2 X - + MnO2 + 4 H+ → X2 +2 H2O + Mn++
2 CN - + MnO2 + 4 H+ → (CN)2 +2 H2O + Mn++
ossidazione con biossido di manganese in soluzione acida.
X - + Ag+ → AgX↓
CN - + Ag+ → AgCN↓
precipitazione con ione argento; in presenza di cianuro in eccesso il precipitato si ridiscioglie, perché si ha la formazione dello ione complesso [Ag(CN)2] -.
Zn++ + 4 X -  → ZnX4 - -
Zn++ + 4 CN - → Zn(CN)4 - -
ligando nella formazione di complessi (vedere sezione successiva).
2 Cu++ + 4 CN -  → (CN)2 + 2 CuCN↓
lo ione CuII ossida il cianuro a cianogeno, riducendosi a CuI: questa reazione ha però un preciso parallelo con il solo ione ioduro, tra quelli degli alogeni. Anche qui il precipitato può essere ridisciolto se lo ione cianuro è presente in eccesso, dato che allora si forma lo ione complesso [Cu(CN)2] -.
4 Au(s) + 8 KCN(aq) + O2(g) + 2H2O(l) → 4 K[Au(CN)2](aq) + 4 KOH(aq)
reazione che permette di dissolvere l'oro metallico con l'azione dell'ossigeno dell'aria grazie all'azione complessante dello ione cianuro. È complementare al dissolvimento dell'oro con acqua regia.
- C≡N  + [S]  → [ - S–C≡N ↔ S=C=N - ]
- C≡N  + [Se]  → [ - Se–C≡N ↔ Se=C=N - ]
è la reazione nella quale lo ione cianuro può essere trasformato in un altro pseudoalogenuro, lo ione solfocianuro (noto anche come tiocianato).  Avviene riscaldando un cianuro alcalino con zolfo elementare, oppure a temperatura ambiente in soluzione acquosa di KCN per reazione con polisolfuro di ammonio [(NH4)2Sn] come sorgente di zolfo. Una reazione analoga con il selenio porta allo ione selenocianuro (selenocianato).

## Complessi
Lo ione cianuro è un ottimo complessante di ioni metallici con carica da media  (+2, +3) ad alta (+4, +5).Questo grazie soprattutto del doppietto solitario sul C che inoltre reca la carica formale negativa e anche per il ridotto requisito sterico dello ione cianuro stesso, cosa che permette di raggiungere alti numeri di coordinazione per lo ione metallico centrale. In questi complessi lo ione cianuro funge principalmente da donatore sigma allo ione metallico centrale tramite il doppietto solitario sull'atomo di carbonio, favorito in ciò anche dalla bassa elettronegatività di C. In tal modo riesce a compensare gran parte della carica positiva dello ione, cosa particolarmente importante per la stabilizzazione di ioni metallici a carica più elevata, in ossequio al principio di elettroneutralità.  Alcuni esempi di complessi da esso formati, con K+ come controione (e vario numero di molecole d'acqua di cristallizzazione), sono i seguenti:
- K4FeII(CN)6 e gli analoghi con VII, CrII e MnII, K3CoII(CN)5, K2NiII(CN)4 e analoghi con PdII e PtII, K2ZnII(CN)4 e gli analoghi con, CdII e HgII
- K3FeIII(CN)6 e analoghi con CrIII, MnIII, CoIII e analoghi con RhIII e IrIII, K4VIII(CN)7, KAuIII(CN)4[10]
- K2MnIV(CN)6, K4MoIV(CN)8 e l'analogo con WIV
- K3ReV(CN)8, K3MoV(CN)8 e l'analogo con WV

Lo ione cianuro, per la somiglianza della sua struttura elettronica a quella del CO risulta un accettore π, oltre che donatore σ, sebbene più debole. Come tale, riesce adatto a formare complessi anche con metalli in stati di ossidazione bassi, da +1 a zero:
- K5MnI(CN)6 e analoghi con TcI e ReI[9], K2CuI(CN)3, KCuI(CN)2 e gli analoghi con AgI e AuI[11]
- K4Ni0(CN)4 e gli analoghi con Pd0 e Pt0,[12] e K6Cr0(CN)6; sono tutti complessi a basso spin, estremamente sensibili all'aria e umidità[13]

La chimica dei complessi cianometallati ha visto una ripresa di interesse dalla seconda metà degli anni novanta del secolo scorso, anche in possibili impieghi come elettroliti di supporto in batterie, sia per catodi, che per anodi. Una delle proprietà chimiche del cianuro, utile per capire tanto la sua tossicità quanto la sua utilità in lavorazioni minerarie, è la capacità di combinazione con i metalli: Fe, Ag, Au ecc. In tutte le cellule procariote o eucariote (di batteri, funghi, piante, animali, incluso l'uomo) una funzione vitale è la respirazione. Una delle molecole indispensabili per la respirazione cellulare è l'enzima citocromo-c ossidasi, che possiede al centro della sua complessa struttura un atomo di ferro (Fe). Il cianuro che entra nella cellula ha il potere di complessare il ferro e, di conseguenza, di bloccare l'attività dell'enzima causando la morte della cellula per "soffocamento" (ipossia citotossica). Per tale ragione il cianuro è un veleno per tutti gli esseri viventi, anche in dosi molto piccole. Un tempo veniva chiamato prussiato, termine ora considerato antiquato.

## Chimica analitica
La spettrofotometria permette di determinare concentrazioni di ione cianuro totale (compreso anche quello in forma organica) superiori a 0,02 mg/L utilizzando il reattivo misto piridina/pirazolone. Viene dapprima distillato l'acido cianidrico prodotto per riscaldamento del campione con acido solforico in apparecchio di Kjeldahl, o in alternativa si può distillare in corrente di vapore in altro modo, e tale distillato viene raccolto su una soluzione di idrossido di sodio.
La soluzione viene quindi addizionata di clorammina T che porta alla formazione di cloruro di cianogeno (Cl-CN) che reagisce col reattivo piridina/pirazolone producendo un complesso blu il cui assorbimento viene misurato a 620 nm. Altro metodo molto sensibile e utile per determinare la presenza in tracce di ioni cianuro utilizza la cromatografia ionica. Il cianuro infine può venire determinato ricorrendo alla titolazione di complessazione con nitrato di argento tramite il metodo di Liebig o la variante di Deniges.

## La lisciviazione
Nell'attività mineraria il cianuro (CN−) si usa per la sua spiccata capacità di complessare l'oro (Au): 2 CN- + Au+ → Au(CN)2-. Il processo si chiama lisciviazione con soluzioni di cianuro.
Il cianuro di sodio (NaCN) può formare: acido cianidrico (HCN) o reagire con i metalli presenti nell'acqua o nei minerali formando cianuri semplici o complessi, a seconda delle concentrazione dei metalli. I complessi (cianuro + metalli) sono solubili in acqua e in tale forma possono mobilitarsi metalli tossici per gli esseri viventi (Cd, Cr, Pb, Hg, As) producendo un nuovo effetto negativo.
Vi sono due tipi di eventi pericolosi per l'ambiente relativi all'utilizzo di tale tecnologia:
- incidenti che si verificano durante le diverse fasi (di trasporto ed utilizzo)
- danni ambientali ad ampio raggio derivanti dagli scarti cianurati che non sono facilmente eliminabili. Poiché metalli pesanti e "drenaggi" acidi perdurano secoli, è necessario usarlo con discrezione.

## Intossicazione da cianuro
Poiché le sostanze a base di cianuro entrano in procedimenti industriali (ad es. l'argentatura), l'esposizione occupazionale è un rischio da tenere sempre presente. I cianuri inorganici, come quelli di sodio o di potassio, sono altamente tossici se ingeriti. Meno di 500 mg sono letali per via orale per l'uomo. I sali possono essere assorbiti, in misura minore, anche per via percutanea. Più pericoloso se inalato, poiché letale a dosi bassissime, è il gas HCN. L'odore è storicamente associato a quello delle mandorle amare, che hanno concentrazioni di cianuro molto più alte delle mandorle dolci.
Una fonte di piccole quantità di cianuro è il nocciolo di alcuni tipi di albicocche o di mandorle, dove esiste in forma organica (amigdalina). L'amigdalina, di per sé innocua, può essere scissa nell'intestino dalla flora batterica rilasciando la componente tossica di cianuro. I sintomi dell'intossicazione da cianuro compaiono subito in caso di inalazione mentre, se il cianuro è stato ingerito, compaiono nel giro di alcune decine di minuti o più (in funzione dello stato di riempimento dello stomaco). L'intervallo è molto più lungo se il composto tossico è di tipo organico.
All'inizio l'individuo avverte una sensazione di vertigine e agitazione, seguita da tachicardia, cefalea e senso di costrizione toracica. Vi è anche tachipnea (aumento della frequenza respiratoria) per stimolazione diretta dei recettori da parte del cianuro. Successivamente subentra debolezza, confusione mentale, disorientamento e collasso. La morte avviene per arresto respiratorio, ma non compaiono segni di cianosi, anzi cute e mucose possono apparire di un colore rosso marcato; questo perché non vi è stata una mancanza di ossigeno nei tessuti, ma è stata bloccata la loro possibilità di utilizzarlo, condizione nota come anossia istotossica.